# Veliki Ban
Veliki Ban je naselje v Občini Šentjernej.